# UVコーティング
UVコーティング（英語：UV coating）は、紫外線照射によって反応硬化する塗料を使用して、UVランプの紫外線照射により、塗料を数秒で硬化させる焼付け塗装である。紫外線の熱エネルギーでの強制乾燥や、紫外線の光エネルギーによる乾燥時間の短縮ではないので、自然乾燥塗装とは全く異なる塗装方法である。
UVコーティングは工場塗装として40年ほど前から実用化されている施工方法だが、紫外線の照射と液剤の取り扱いの難しさから現場での塗装は出来ないと思われていた。しかし、液剤や紫外線照射機のコンパクト化などの改良により、近年では、現場でのUV塗装が実用化され、様々な分野で利用されている。

## 実用例

### 工場での塗装
- 塗料塗布の方法（例：スピンドル・手吹きなど）
- 紫外線照射の方法（例：コンベア式・スポット式・回転式など）

の組み合わせで行う。

### 現場での塗装
- 塗料塗布の方法（例：ガン吹き・刷毛塗りなど）
- 紫外線照射の方法（例：自走式照射機・ハンド式照射機など）

の組み合わせで行う。

#### 塗装例
- 自動車の板金塗装
- 家具の修理
- フローリングの塗装
- タイルの塗装

### 照射に使用する紫外線
- UV-A：波長380～320ナノメートル
- UV-B：波長320～280ナノメートル

#### 具体例
- クリアー塗料のコーティング：波長365ナノメートル
- 印刷インキの硬化：波長300～450ナノメートル
- 顔料入りの塗料硬化：波長400～450ナノメートル